# رباط شورحصار
رباط شورحصار مربوط به دوره صفوی است و در شهرستان تربت حیدریه، بخش جلگه رخ، روستای شورحصار واقع شده و این اثر در تاریخ ۲۴ فروردین ۱۳۸۲ با شمارهٔ ثبت ۸۲۶۷ به‌عنوان یکی از آثار ملی ایران به ثبت رسیده است.